# 戴光禄
戴光禄（1943年3月—），男，壮族，云南砚山人，中华人民共和国政治人物，曾任云南省人民政府副省长，云南省人大常委会副主任。